# Derostenus freemani
Derostenus freemani är en stekelart som beskrevs av Yoshimoto 1973. Derostenus freemani ingår i släktet Derostenus och familjen finglanssteklar. Inga underarter finns listade i Catalogue of Life.